# HMS Diadem (84)
Pour les autres navires du même nom, voir HMS Diadem.
Le HMS Diadem est un croiseur léger de classe Dido en service dans la Royal Navy pendant la Seconde Guerre mondiale.
Sa quille est posé le 15 décembre 1939 au chantier naval R and W Hawthorn de Hebburn, en Angleterre. Il est lancé le 21 août 1942 et mis en service le 6 janvier 1944 sous le commandement du Captain Eric George Anderson Clifford.

## Historique

### Royal Navy
Après sa mise en service, il est immédiatement employé dans le cadre de la protection des convois alliés traversant l’Atlantique contre les éventuelles attaques de sous-marins et d’avions allemands. Il participe également aux convois de l'Arctique et couvre les raids aériens contre le cuirassé Tirpitz dans les premiers mois de 1944.
Déployé durant l’opération Neptune, le Diadem traverse la Manche dans la nuit du 5 au 6 juin 1944 en direction de Juno Beach. Chargé d’ouvrir le feu sur la batterie des Moulineaux à Bény-sur-Mer, une position d’artillerie allemande forte de quatre canons de 105 mm, ainsi que sur des points d’appui tenus par le 1716e régiment d’artillerie, il est endommagé après être entré en collision avec un Rhino ferry (bac de délestage au profit des navires de débarquement) et doit être réparé.
Cet incident ne l’empêche pas de participer aux missions d’appui des troupes au sol dans la région de Caen pendant toute la durée du mois de juin, avant de patrouiller le long des côtes bretonnes. Le 12 août 1944, le Diadem coule le dragueur de mines allemand Sperrbrecher 7, Sauerland au large de La Rochelle. Il termine la guerre en mer du Nord où il réalise de nouvelles patrouilles et des protections de convois soviétiques. Le 28 janvier 1945, il engage en compagnie du HMS Mauritius trois destroyers allemands à proximité des côtes norvégiennes et endommage le Z31.
Le Diadem opère avec le 10e escadron de croiseurs jusqu'à la fin de la guerre, servant dans la Home Fleet jusqu'en 1950. Il est laissé en réserve de 1950 à 1956 avant d’être vendu au Pakistan le 29 février 1956.
Après un réaménagement au chantier naval de Portsmouth, il est remis à la Marine pakistanaise le 5 juillet 1957 sous le nom de PNS Babur.

### Marine pakistanaise
Le coût du radoub, dépassant de loin les 400 000 livres alloués par le gouvernement pakistanais, provoqua une crise politique entre les deux pays. En 1961, il est utilisé au profit des élèves-officiers. Cependant, en 1963, le croiseur est de retour au service opérationnel et déployé en tant qu'unité de combat lors du conflit avec l'Inde en 1965. Le Babur effectua un bombardement côtier de Dwarka en septembre 1965. L'installation du missile Styx en 1968 fut envisagée pour contrer les missiles soviétiques fournis à l'Inde, mais cette option fut par la suite abandonnée face au refus des russes.
Le croiseur est de nouveau déployé lors de la troisième guerre indo-pakistanaise en décembre 1971, opérant à 70 miles à l'ouest de Karachi afin de protéger les grands ports de l'Ouest du Pakistan et les pétroliers du Golfe.
Obsolète et avec des chaudières mal entretenues, le croiseur est relégué à des tâches secondaires au cours duquel il est rebaptisé PNS Jahangir ; après 1982, le navire est définitivement immobilisé puis transformé en batterie d'artillerie antiaérienne flottante.
Le Jahangir fut finalement retiré du service en 1984 et démoli à partir de 1985.